# Aftermath (The Rolling Stones)
Aftermath è un album discografico del gruppo rock britannico The Rolling Stones, pubblicato in Gran Bretagna il 15 aprile 1966 (Decca SKL 4786) e negli Stati Uniti d'America il 1º luglio 1966 (London PS 476). Fu il primo disco della band con tutte le canzoni composte dalla coppia Jagger/Richards. Le versioni britannica e statunitense differiscono sia per lista tracce che per copertina. È considerato uno dei dischi più importanti della band ed è talvolta indicato come il primo album "classico" degli Stones.
Nel 2020 l'edizione americana dell'album si è classificata alla posizione numero 330 nella lista dei 500 migliori album di sempre redatta dalla rivista Rolling Stone.

## Storia
Il gruppo registrò l'album agli RCA Studios in California fra il dicembre 1965 e il marzo 1966, durante le pause tra i loro tour internazionali. Fu pubblicato nel Regno Unito il 15 aprile 1966 dalla Decca Records e negli Stati Uniti alla fine di giugno o all'inizio di luglio 1966 dalla London Records. È il quarto album in studio britannico e il sesto americano della band, e segue da vicino una serie di singoli di successo internazionale che hanno contribuito a portare al gruppo una ritrovata ricchezza e fama rivaleggiando con quella dei loro contemporanei Beatles.
È il primo album composto interamente da composizioni originali, tutte attribuite a Mick Jagger e Keith Richards. Il leader originale della band, Brian Jones, riemerse come collaboratore chiave e sperimentò strumenti solitamente non associati alla musica popolare, tra cui il sitar, il dulcimer degli Appalachi, il koto giapponese e le marimba, oltre a suonare la chitarra e l'armonica. Insieme alle trame strumentali di Jones, gli Stones incorporarono una gamma più ampia di accordi ed elementi stilistici oltre le influenze del blues di Chicago e dell'R&B, come la musica pop, folk, country, psichedelica, barocca e mediorientale. Influenzati da intense relazioni amorose, tensioni all'interno del gruppo e da un impegnativo itinerario di tournée, Jagger e Richards hanno scritto l'album attorno a temi psicodrammatici di amore, sesso, desiderio, potere e dominio, odio, ossessione, società moderna e celebrità del rock. Le donne sono personaggi di spicco nei loro testi spesso oscuri, sarcastici e finanche offensivi.
L'uscita nel Regno Unito prevedeva una durata di oltre 52 minuti, la più lunga per un LP di musica popolare fino a quel momento. L'edizione americana venne pubblicata con un elenco dei brani più breve, sostituendo il singolo "Paint It Black" al posto di quattro brani della versione britannica, in linea con la preferenza dell'industria per gli LP più brevi nel mercato statunitense dell'epoca.
L'album ebbe un buon successo, sia in Inghilterra, piazzandosi alla prima posizione della classifica per otto settimane, sia in America, dove il disco balzò al secondo posto delle classifiche, diventando successivamente disco di platino.
L'album ha avuto anche un grande successo di critica, anche se alcuni ascoltatori sono rimasti offesi dagli atteggiamenti derisori nei confronti dei personaggi femminili in alcune canzoni. La sua musica sovversiva consolidò l'immagine rock ribelle della band, aprendo la strada ai contenuti psicologici e sociali più oscuri che il glam rock e il punk rock britannico avrebbero esplorato negli anni '70.
Benché la consistenza dei testi venne considerata vacillante in alcune parti dell'album, Aftermath fu importante perché mise la coppia Jagger/Richards allo stesso livello di compositori come Lennon/McCartney e Bob Dylan, e ridefinì i Rolling Stones come band sempre votata al rhythm and blues, ma anche artisticamente creativa e aperta a nuove influenze. Particolare sensazione fece all'epoca il brano Goin' Home, la cui durata spropositata di 11 minuti e 13 secondi era senza precedenti in relazione a una canzone pop o rock del tempo. A tal proposito in seguito Richards rivelerà: «Quel pezzo era stato scritto per durare solo due minuti e mezzo circa, ma successe che continuammo a suonare tenendo i registratori accesi, io alla chitarra, Brian all'armonica, Bill, Charlie e Mick. Se c'è pure il piano, quello è Stu».
Nell'agosto del 2002 le due edizioni dell'album sono state pubblicate in una nuova versione rimasterizzata, sia nel formato CD che in quello SACD, dalla ABKCO Records.

## Composizione e registrazione

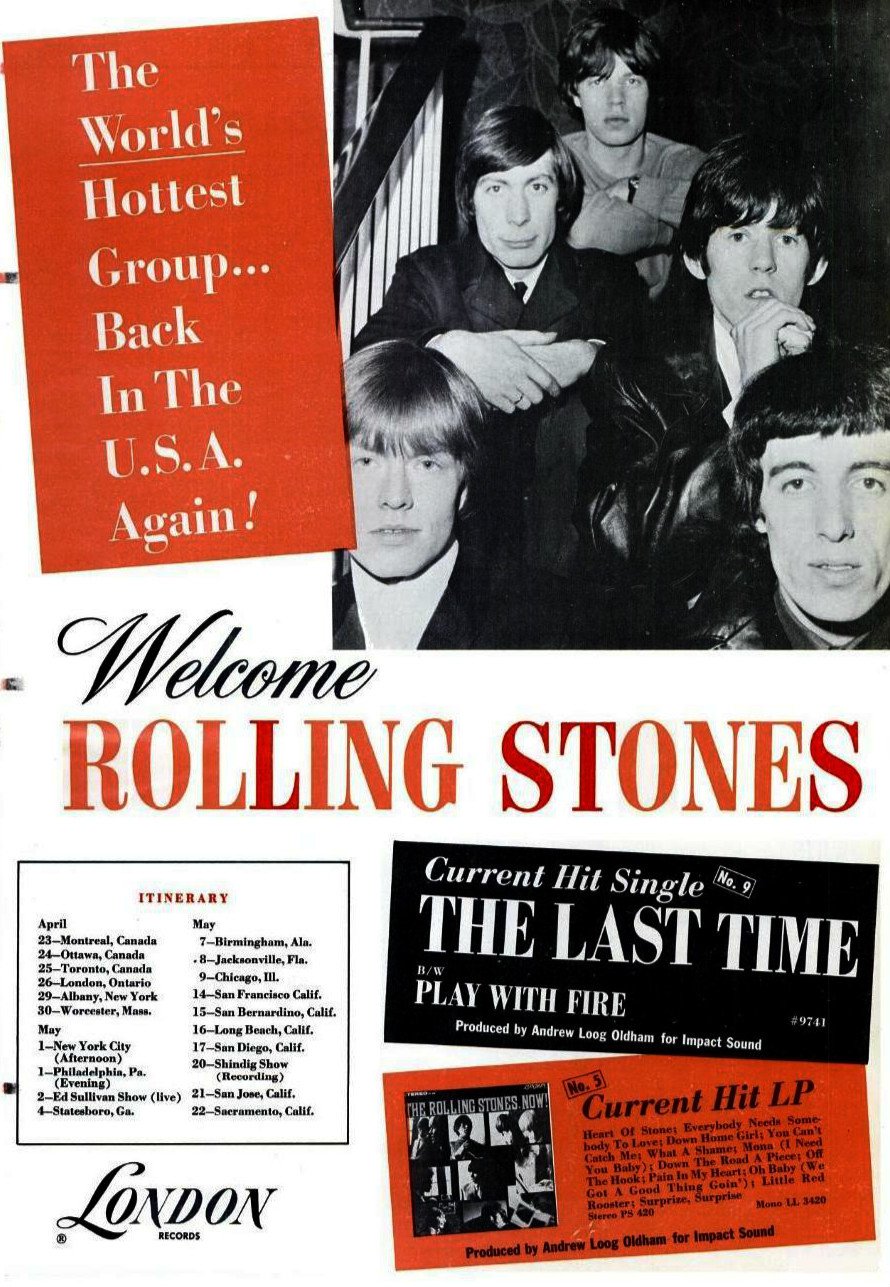
Locandina pubblicitaria per il tour degli Stones in Nord America del 1965

I Rolling Stones cominciarono la registrazione di Aftermath immediatamente dopo il loro secondo tour statunitense dell'ottobre-dicembre 1965 – fino a quel momento il quarto in generale e più esteso tour degli Stati Uniti mai eseguito dal gruppo. Secondo quanto scritto da Bill Wyman nel suo libro Rolling with the Stones, l'album era stato originariamente pensato per essere la colonna sonora di un film in lavorazione che doveva intitolarsi Back, Behind and in Front. L'idea venne abbandonata dopo l'incontro avvenuto tra Mick Jagger e il potenziale regista della pellicola, Nicholas Ray. A Jagger il regista non piacque per nulla. La produzione cinematografica fu ufficialmente cancellata nel maggio seguente. Le sedute di registrazione per Aftermath si svolsero presso gli RCA Studios di Los Angeles, tra una tappa e l'altra della tournée, e furono molto produttive. Le sessioni ebbero luogo l'8–10 dicembre 1965 e il 6–9 marzo 1966. Charlie Watts, il batterista degli Stones, disse alla stampa che la band aveva completato dieci canzoni durante il primo blocco di sessioni in studio; secondo il libro di Wyman, almeno venti pezzi furono incisi a marzo. Scritti dal binomio compositivo Jagger-Richards, questi brani includevano anche i lati A di due singoli pubblicati dal gruppo nella prima metà del 1966, 19th Nervous Breakdown e Paint It, Black.
Riferendosi all'atmosfera distesa alla RCA, nel febbraio 1966 Richards disse alla rivista Beat Instrumental: «Le nostre precedenti sedute in studio erano sempre stati dei lavori frettolosi. Questa volta abbiamo potuto rilassarci un attimo, prenderci il nostro tempo». L'ingegnere del suono principale addetto alla lavorazione dell'album, Dave Hassinger, si rivelò fondamentale nel mettere a proprio agio la band in studio, lasciando loro la possibilità di sperimentare con gli strumenti e di chiamare turnisti quali Jack Nitzsche per variare ed arricchire le sonorità del gruppo. Wyman ricorda che Nitzsche e Brian Jones spesso si sedevano in disparte in studio a sperimentare con gli strumenti per scovare nuovi suoni per ogni canzone. Aftermath è un disco notevole anche per la sua peculiarità di essere un album interamente costituito da composizioni originali dei Rolling Stones, senza le abituali cover blues o soul. Jagger e Richards scrissero molte delle tracce durante il tour negli Stati Uniti. Nel 2003, Jagger ricordò che Richards scriveva molte melodie e il gruppo le provava in studio in diversi stili. Durante questo periodo, pur essendo stato a lungo pubblicizzato come l'alternativa "cattiva" ai Beatles dal manager Andrew Loog Oldham, il gruppo cominciò ad approcciarsi proprio allo stile più sofisticato della musica proposta dai Beatles.

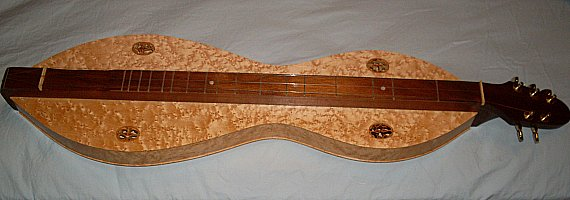
Un dulcimer, uno dei vari strumenti introdotti da Brian Jones nel "sound" degli Stones durante le sessioni di Aftermath.

Brian Jones fu importante nello stabilire il tono generale degli arrangiamenti del disco, sperimentando con strumenti quali marimba, koto, sitar e dulcimer; che insoliti in canzoni folk, pop, country, blues e rock, crearono un diverso ed originale miscuglio di generi musicali. Il biografo degli Stones Stephen Davis citò le influenze dell'"immaginario acido ed esotico" presente nell'album Rubber Soul dei Beatles, quale fonte d'ispirazione di Jones per le sperimentazioni con il sitar indiano del gennaio 1966. Aftermath fu il primo album nel quale la maggioranza delle parti di chitarra furono lasciate a Richards per consentire a Jones di suonare altri strumenti.

## Musica e testi
Secondo il musicologo David Malvinni, Aftermath è il culmine dello sviluppo stilistico portato avanti dai Rolling Stones a partire dal 1964, che contribuì a creare un loro personale "stile musicale ibrido forgiato dalle miriadi di influenze della band: rock and roll anni cinquanta, blues, R&B, soul, ballate pop e folk rock". Insieme al successivo album, Between the Buttons (1967), Aftermath, nonostante sia stato interamente registrato negli Stati Uniti, viene spesso indicato come un disco appartenente al "repertorio pop rock tipicamente inglese" dei Rolling Stones, influenzato da gruppi dell'epoca come Beatles, Kinks, Small Faces, Who, ecc... – un album che li "affrancò dalla ripetizione delle vecchie influenze blues". Gli stessi membri del gruppo affermarono che il disco possiede un originale stile art rock, conseguenza delle sperimentazioni musicali portate avanti da Jones mischiando insieme "rock, blues, musica barocca, classica, pop, country, etnica, e R&B".
Le sonorità dell'album sono in contrasto con le tematiche oscure trattate nei testi scritti da Jagger e Richards, che spesso sconfinano nella pura misoginia. Jagger, che in passato era stato accusato di non avere rispetto per le donne, si vendicò delle accuse utilizzando un "linguaggio e un immaginario che avevano il potere di ferire ancora di più". Stupid Girl, brano che attacca la "presunta grettezza e la fatuità delle donne", si disse che era una critica diretta a una delle fidanzate precedenti di Jagger, Chrissie Shrimpton. High and Dry esprime un punto di vista cinico nei confronti della fine di una storia d'amore, mentre Under My Thumb, Out of Time e Think mostrano come "la vendetta di un uomo sulla propria donna (o forse moglie) possa diventare una fonte di vero piacere". Un atteggiamento più compassionevole verso il genere femminile è presente in Lady Jane, la storia di un corteggiamento romantico, anche se è controbilanciato da Mother's Little Helper, che mette in risalto la crisi di mezz'età di una casalinga che si rifugia negli psicofarmaci per sfuggire alla banalità della vita quotidiana e alla paura di invecchiare. In maniera simile, What to Do mette in correlazione lo stress insito nella società moderna con la conseguenza dell'infelicità. Anche i dubbi e l'insoddisfazione della band riguardo al proprio status di "idoli pop" viene preso in esame in brani come Doncha Bother Me e Goin' Home.
La versione dell'LP per il mercato statunitense omette quattro canzoni ma aggiunge il grande successo Paint It Black come traccia d'apertura, aumentando le potenzialità commerciali del prodotto.

## Titolo e copertina
Durante le sessioni di registrazione, il manager Andrew Loog Oldham aveva pensato di intitolare l'album Could You Walk on the Water? L'idea non piacque per nulla alla dirigenza della London Records, distributrice dei dischi degli Stones sul suolo americano, che temeva polemiche e attacchi da parte delle associazioni religiose cristiane. La controversia sul titolo causò un ritardo nella pubblicazione del disco. Rifiutato anche dai vertici della Decca Records, il titolo proposto da Oldham venne definitivamente scartato in favore di Aftermath; e la prevista copertina del progetto fu riciclata per la raccolta di successi Big Hits (High Tide and Green Grass), pubblicata nel marzo 1966.
La foto di copertina per la versione britannica di Aftermath venne scattata da Guy Webster e la grafica fu ideata da Oldham, che si fece accreditare nelle note con lo pseudonimo "Sandy Beach". Invece delle consuete elaborate note scritte da Oldham per i precedenti album degli Stones, le note interne di Aftermath furono scritte da Hassinger e si limitano a un'analisi strettamente musicale di quanto contenuto nel disco. Per l'immagine di copertina, i primi piani dei volti dei membri della band furono allineati in diagonale su uno sfondo di colore rosa pallido e nero, e il titolo dell'album venne tagliato a metà attraverso un'interruzione di riga. Le foto in bianco e nero dei Rolling Stones sul retro di copertina, furono scattate da Jerry Schatzberg nel suo studio fotografico di New York nel febbraio 1966.
Per l'edizione statunitense del disco invece, fu approntata una copertina differente con una foto a colori degli Stones opera di David Bailey, che mostra i visi sfuocati di Jones e Richards davanti a Jagger, Watts e Wyman, posti contro uno sfondo nero. Un'immagine vagamente psichedelica che ben rifletteva il cambiamento stilistico avvenuto all'interno della band.

## Pubblicazione
(Roy Carr, 1976)

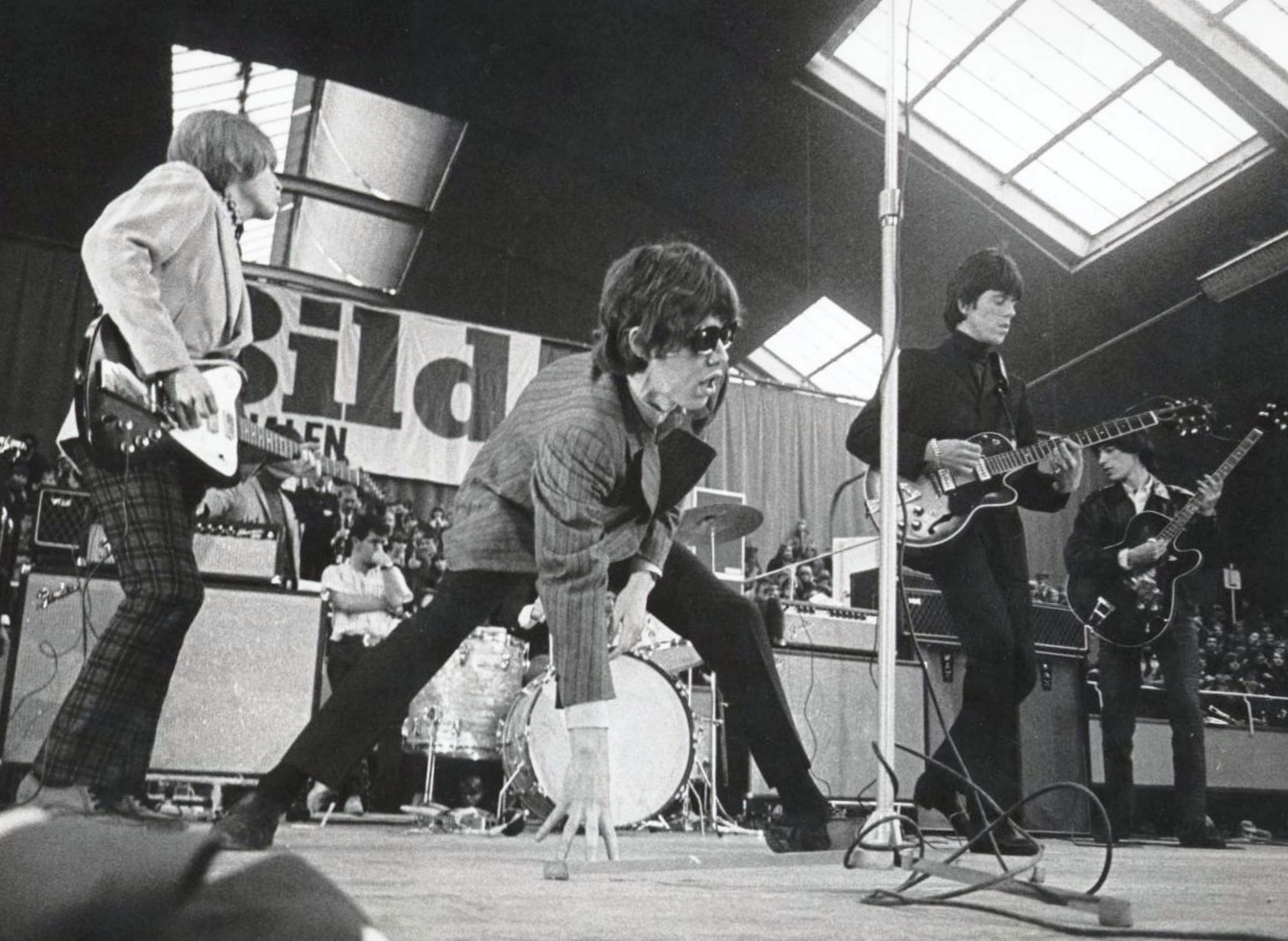
I Rolling Stones in concerto in Svezia poco tempo prima dell'uscita dell'album

Aftermath venne pubblicato nel Regno Unito il 15 aprile 1966 dalla Decca Records. La pubblicazione seguì un tour di due settimane in Europa, iniziato il 25 marzo. Nei Paesi Bassi, l'album venne pubblicato dalla Phonogram Records durante la settimana del 14 maggio in risposta alle forti richieste da parte dei negozi di dischi. Il 1º luglio la London Records fece uscire negli Stati Uniti una versione accorciata dell'album con variazioni nella lista delle tracce; Paint It Black (pubblicata come singolo in maggio) venne aggiunta in sostituzione di Out of Time, Take It or Leave It, What to Do e Mother's Little Helper. Secondo lo storico della musica pop Richard Havens, "l'album fu accorciato su insistenza dell'etichetta discografica americana della band per conformarsi alla normale durata di un LP dell'epoca destinato ai giovani – undici tracce erano più che sufficienti per un adolescente a giudizio della London Records".

## Accoglienza

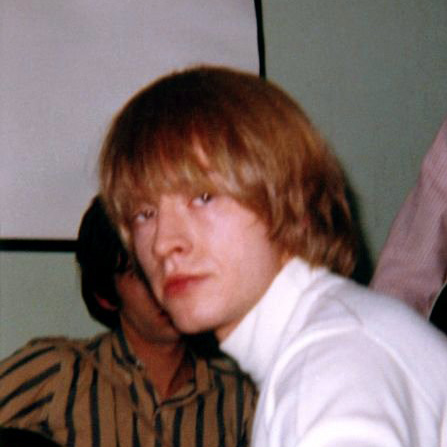
Brian Jones nel 1965

In Gran Bretagna, Aftermath raggiunse la vetta della classifica restandoci per otto settimane consecutive, spodestando l'album della colonna sonora del film Tutti insieme appassionatamente dal primo posto. L'album restò in classifica per 28 settimane. Negli Stati Uniti Aftermath entrò nella classifica Billboard 200 il 9 luglio 1966 alla posizione numero 117. Per il 13 agosto, l'album era salito in seconda posizione alle spalle di Yesterday and Today dei Beatles. A garantire il successo della versione statunitense dell'album fu la presenza del singolo Paint It Black, che in giugno era arrivato in cima alla Billboard Hot 100 restandoci per due settimane. Il 2 luglio, Mother's Little Helper venne pubblicata su singolo negli Stati Uniti (lato B Lady Jane); dove raggiunse la posizione numero 8 della Hot 100. Alla popolarità dell'album contribuì anche il primo posto in classifica in Gran Bretagna rimediato nell'agosto 1966 da Chris Farlowe con la sua reinterpretazione del brano Out of Time, prodotta da Jagger. Il 9 agosto, Aftermath fu certificato disco d'oro dalla Recording Industry Association of America; nel 1989 divenne disco di platino grazie a vendite superiori al milione di copie. In una retrospettiva del 2018, The Daily Telegraph scrisse che "il nuovo sound dei Rolling Stones sull'album aiutò ad attrarre loro migliaia di nuovi fan". Aftermath si rivelò essere "un momento cruciale" nella carriera dei Rolling Stones, tappa fondamentale nella loro scalata alla conquista del music business e la loro degna risposta creativa a Rubber Soul dei Beatles, che era stato pubblicato nel dicembre 1965 e incarnò anch'esso la nascita della cultura giovanile nella musica popolare durante la metà degli anni sessanta. Parlando dell'impatto culturale dell'album nel 1966, alcuni critici definirono Aftermath la "colonna sonora della Swinging London, un regalo per i giovani hipster" e "una delle stelle più brillanti nel firmamento della nuova cultura (o controcultura) che doveva raggiungere il suo apice l'anno successivo durante la Summer of Love".
Il critico musicale Ian MacDonald disse che, come Between the Buttons, anche "Aftermath rivela un gruppo che si assume il ruolo di portavoce della Swinging London, creando una sorta di pop sovversivo tipicamente inglese paragonabile solo a quello prodotto dai Kinks dell'epoca". Il giornalista musicale Tom Moon paragonò l'album a una collaborazione impossibile tra i Velvet Underground e la Stax Records, descrivendone il risultato come "flower power rock blues", ma aggiungendo, "tutti i fiori sono dipinti di nero, con marimba e dulcimer suonati da Brian [Jones] ad aggiungere colore a queste canzoni dure, sarcastiche, disperatamente solitarie".

### Recensioni contemporanee
Aftermath fu accolto da recensioni molto positive da parte della stampa musicale. Il disco fu pubblicato solo qualche mese prima di Blonde on Blonde di Bob Dylan e di Revolver dei Beatles, album di artisti ai quali Jagger e Richards erano stati paragonati dal loro manager Oldham mentre egli promuoveva la maturazione artistica della band ai giornalisti. Keith Altman di NME scrisse nella sua recensione: "Quelle menti dietro le macchine elettriche – i Rolling Stones – hanno prodotto il miglior rapporto qualità-prezzo di sempre nel loro nuovo LP". Egli descrisse Goin' Home una "fantastica improvvisazione R&B" e aggiunse che Lady Jane, Under My Thumb e Mother's Little Helper avevano il potenziale per essere "singoli eccellenti". Richard Green del Record Mirror cominciò la sua recensione scrivendo: "Che se ne rendano conto o meno – e credo che Andrew Oldham lo faccia – i Rolling Stones hanno per le mani l'LP dell'anno con Aftermath. Io dico che senza sapere cosa verrà dopo, ma qualunque cosa sia, dovrà essere un vero capolavoro per pareggiare questo album". Green definì "particolarmente eccezionale" lo stile di batteria di Watts sull'album. Melody Maker scrisse che l'uso di "suoni interessanti" come quelli prodotti da dulcimer, sitar, organo, clavicembalo, marimba e distorsori fuzz, crea una "travolgente varietà di atmosfere e toni". Il recensore descrisse Aftermath come il miglior disco del gruppo fino a quel momento.
L'apparente derisione delle donne presente nei testi dell'album fu fonte di discordia tra gli ascoltatori. In New Left Review, Alan Beckett scrisse che i testi della band potevano essere pienamente apprezzati solo da un pubblico che conosceva la vita cittadina moderna, in particolare di Londra. Egli disse che la "ragazza archetipo" degli Stones, introdotta per la prima volta nella loro canzone Play with Fire del 1964, era una ragazzina "ricca, viziata, confusa, debole, consumatrice di droghe, ecc... ", aggiungendo: "Chiunque sia stato in giro per Chelsea o Kensington può dire di aver conosciuto almeno una volta questo tipo di personaggio". Rispondendo sullo stesso giornale, Richard Merton difese il messaggio della band. Egli scrisse che in canzoni come Stupid Girl e Under My Thumb, gli Stones infransero uno dei tabù centrali del sistema sociale: "parlare della disuguaglianza sessuale" e che "lo hanno fatto nel modo più radicale e inaccettabile possibile: celebrandola".
Tra i recensori statunitensi, Bryan Gray scrisse in Deseret News: "Questo album fa il possibile per alienarsi le simpatie di chi ha più di vent'anni. La ragione – è che i Rolling Stones adesso cercano di cantare". In Stereo Review del marzo 1969, Robert Christgau incluse la versione statunitense di Aftermath nella sua "biblioteca dei 25 album rock essenziali" e scrisse:
In seguito Christgau scrisse una lettera a Stereo Review, accusando il caporedattore del giornale di aver alterato il senso e tagliato il suo articolo, compresa la sua dichiarazione conclusiva su Aftermath: "Lasciatemi insistere che io non considero Aftermath dei Rolling Stones "il miglior album del suo genere", come lasciato intendere dall'articolo rimaneggiato. Io lo considero semplicemente il migliore in assoluto".

### Recensioni moderne
| Recensione                    | Giudizio           |
| ----------------------------- | ------------------ |
| AllMusic                      | [ 52 ]             |
| Blender                       | [ 53 ]             |
| Encyclopedia of Popular Music | UK: · US:          |
| Entertainment Weekly          | A–                 |
| MusicHound Rock               | [ 56 ]             |
| NME                           | 7/10               |
| Ondarock                      | (pietra miliare) · |
| The Rolling Stone Album Guide | [ 59 ]             |
| Piero Scaruffi                | 7/10               |
| Sputnikmusic                  | [ 61 ]             |

Le recensioni retrospettive di Aftermath lo indicano invariabilmente come l'album più importante e musicalmente formativo del primo periodo dei Rolling Stones. Aftermath viene visto come uno dei loro dischi più significativi "perché ha stabilito saldamente l'immagine oscura della band e ha preparato la strada per l'oscurità psicologica del glam rock e l'oscurità sociale del punk rock britannico". Scrivendo per MusicHound Rock (1999), Greg Kot lodò particolarmente il contributo musicale apportato da Brian Jones, identificando Aftermath come l'album che segnò "l'ingresso di questi ex tradizionalisti del blues nel pantheon rock insieme a Dylan e Beatles, con il suo astuto uso di sitar, marimba, e dulcimer". Nella lista dei 10 migliori album dei Rolling Stones redatta dalla rivista NME, Aftermath si posiziona al sesto posto, e il commento recita "Aftermath del 1966 vede gli Stones rifiutare e ridefinire la tradizione rock. Primo album costituito da loro brani originali, 
è talmente un classico che accantonò per sempre la reputazione della band di imitatori dei Beatles". Recensendo la versione statunitense del disco per AllMusic, Ritchie Unterberger scrisse che l'album "fece molto per definire il ruolo del gruppo come i ragazzi cattivi del rock & roll con il loro atteggiamento beffardo verso il mondo in generale e il sesso femminile in particolare". Egli espresse qualche riserva circa la reale sostanza di canzoni come Goin' Home e Stupid Girl, trovandole abbastanza "acerbe", ma applaudì l'utilizzo fatto dalla band delle influenze dylaniane e psichedeliche in brani quali Paint It Black, Under My Thumb, Lady Jane e I Am Waiting.
In un articolo della rivista Clash scritto in occasione del 40º anniversario di Aftermath, Simon Harper disse che "sebbene il valore dell'album rispetto alle uscite dei loro rivali in quell'anno sia discutibile, come rinascita della più grande band rock and roll del mondo la sua importanza è indiscussa". Scrivendo per Encyclopedia of Popular Music, Colin Larkin descrisse Aftermath una "opera di svolta in un anno cruciale" e un album che dimostra la flessibilità del gruppo nella scrittura e negli stili musicali, nonché chiaro esempio "della misoginia inveterata della band". Tom Moon, nella sua recensione al disco per The Rolling Stone Album Guide, afferma di preferire la versione USA per l'inclusione di Paint It Black al posto di Mother's Little Helper e loda i testi ispirati alla Swinging London. Scrivendo per The A.V. Club, Hyden cita l'album come "il primo capolavoro della band e una traccia guida per tutti i seguenti album classici degli Stones". Il critico musicale Piero Scaruffi a proposito dell'album scrisse: "Aftermath, registrato a Los Angeles nel marzo 1966, è il primo album che non fosse soltanto una vetrina di hit [...] Con esso gli Stones si allinearono al vento di novità che spirava sul rock e dimostrarono di poter affrontare la dimensione dell'LP. [...] Gli Stones hanno ormai il loro sound, seppur solidamente radicato nella musica nera (come dimostrano le fedeli imitazioni di High and Dry, Stupid Girl e Doncha Bother Me) e Brian Jones sa arrangiare i brani facendo uso di strumenti come il dulcimer, le marimbas, il sitar, il flauto e ogni sorta di tastiere". Nel 2006 Cristian Degano, recensendo l'album per il sito web www.ondarock.it, lo descrisse come "il punto d'arrivo di un lento percorso che li aveva visti partire dalla reinterpretazione di classici della musica afroamericana (blues e il più recente r&b) per approdare alla maturità di un songwriting personale e incredibilmente influente".
Aftermath viene frequentemente inserito nelle liste dei migliori album di sempre da critici e riviste del settore; secondo il sito web Acclaimed Music, è al 150º posto come disco più votato in assoluto dai critici. L'edizione statunitense di Aftermath è stata inclusa nella lista "A Basic Record Library" relativa agli anni cinquanta e sessanta, pubblicata in Christgau's Record Guide: Rock Albums of the Seventies (1981). Nel 2000 il disco è stato votato alla posizione numero 387 nella lista All Time Top 1000 Albums redatta da Colin Larkin. Nel 2003 la versione statunitense dell'album è stata inserita alla posizione numero 108 nella lista dei 500 migliori album di sempre redatta dalla rivista Rolling Stone, mantenendo tale posizione nell'aggiornamento del 2012. Aftermath è stato inoltre inserito nelle liste incluse nei libri The Album: A Guide to Pop Music's Most Provocative, Influential, and Important Creations di James Perone, 101 Albums That Changed Popular Music di Chris Smith, seppur nell'appendice "Ten Albums That Almost Made It", Rock: I 1000 dischi fondamentali della redazione de Il mucchio selvaggio (2012) e 1001 Albums You Must Hear Before You Die di Robert Dimery (2010).

## Tracce

### Versione UK
Lato A
1. Mother's Little Helper – 2:45
2. Stupid Girl – 2:55
3. Lady Jane – 3:08
4. Under My Thumb – 3:41
5. Doncha Bother Me – 2:41
6. Goin' Home – 11:13

Lato B
1. Flight 505 – 3:27
2. High and Dry – 3:08
3. Out of Time – 5:37
4. It's Not Easy – 2:56
5. I Am Waiting – 3:11
6. Take It or Leave It – 2:47
7. Think – 3:09
8. What to Do – 2:32

### Versione USA
La versione per il mercato statunitense di Aftermath ha una copertina diversa rispetto all'edizione inglese e una scaletta dei brani più scarna che elimina Out of Time, Take It or Leave It, What to Do, e Mother's Little Helper. Tutte e quattro le tracce mancanti furono in seguito pubblicate negli Stati Uniti su altre compilation, e Mother's Little Helper uscì anche come singolo nel 1966, raggiungendo la posizione numero 8 nella classifica di Billboard. Al loro posto, venne inclusa Paint It Black, successo da primo posto in classifica. Questa edizione "riveduta" di Aftermath raggiunse la seconda posizione in classifica negli Stati Uniti, diventando disco di platino.
Lato A
1. Paint It Black – 3:22
2. Stupid Girl – 2:55
3. Lady Jane – 3:08
4. Under My Thumb – 3:41
5. Doncha Bother Me – 2:41
6. Think – 3:09

Lato B
1. Flight 505 – 3:27
2. High and Dry – 3:08
3. It's Not Easy – 2:56
4. I Am Waiting – 3:11
5. Going Home – 11:13

## Formazione
The Rolling Stones
- Mick Jagger – voce, armonica a bocca, percussioni
- Keith Richards – chitarre, cori
- Brian Jones – chitarra, tastiere, campana, cori; slide guitar in Doncha Bother Me; dulcimer in Lady Jane e I Am Waiting; sitar in Paint It Black; koto in Take It or Leave It; armonica a bocca in High and Dry e Goin' Home, marimba e xilofono in Under My Thumb
- Bill Wyman – basso, organo, marimba
- Charlie Watts – batteria, percussioni, marimba

Altri musicisti
- Ian Stewart – pianoforte, organo
- Jack Nitzsche – pianoforte, organo, clavicembalo, percussioni